# 붉은 수염
《붉은 수염》(赤ひげ 아카히게[*])은 구로사와 아키라 감독의 1965년 일본 영화이다. 마을 의사와 그 마을에 새로 오게 된 의사의 이야기를 다룬 영화로, 야마모토 슈고로의 소설 《붉은 수염 진료담》 (赤ひげ診療譚)이 원작이다.

## 줄거리
나가사키의 네덜란드 의대에서 수련한 젊고 거만한 의사 야스모토 노보루는 막부의 주치의라는 지위를 갈망한다. 현재는 가까운 친척이 맡고 있는 자리이며, 특권적이고 고립된 군대식 의학 교육 체계를 거쳐 성공하기를 기대한다. 그러나 야스모토는 대학원 수련을 위해 아카히게("붉은 수염")라는 별명으로 알려진 니이데 교조 박사의 지도를 받는 시골 병원에 배치된다. 무뚝뚝한 겉모습 뒤에는 자비롭고 현명한 병원 원장이 있다.
야스모토는 처음에는 니이데 밑에서 일해도 별 소득이 없다고 생각하며 자신의 직책에 격분한다. 그는 니이데가 나가사키에서 야스모토의 진료 기록을 보는 데만 관심이 있다고 생각하고 병원장에게 반항한다. 그는 환자를 진찰하거나 제복을 입는 것을 거부하고, 음식과 검소한 환경을 경멸하며 금지된 정원에 들어가 니이데만이 치료할 수 있는 신비한 환자 "사마귀"를 만난다. 한편, 야스모토의 전 약혼녀 치구사가 그에게 불륜을 저질러 약혼을 파기하고, 야스모토가 연애에 대한 혐오감을 갖게 되었다는 사실이 밝혀진다.
야스모토가 자신의 상황을 받아들이기 위해 고군분투하는 동안, 영화는 병원 환자들의 이야기를 들려준다. 그중 한 명은 죽어가는 로쿠스케로, 니데는 그가 절망에 빠진 딸이 나타나서야 드러나는 비밀스러운 불행에 시달리고 있음을 알아차린다. 또 다른 한 명은 이웃에게 관대한 마음으로 알려진 마을의 사랑받는 남자 사하치이다. 그는 산사태 후 시신이 발견된 아내와 비극적인 인연을 맺고 있다. 중혼 후, 아내는 몰래 칼을 들고 있던 중, 로쿠스케에게 "더 꽉 안아줘"라고 말하며 자신도 모르게 자신을 죽였다. 니데는 야스모토를 데리고 사창가에서 아픈 열두 살 소녀 오토요를 구출한다(그 과정에서 지역 깡패 무리와 치열하게 싸웁니다). 그리고 소녀를 야스모토에게 첫 환자로 배정한다. 이러한 경험을 통해 야스모토는 자신을 낮추고 주변 세상에 눈을 뜨게 된다.
야스모토가 병에 걸리자, 니데는 오토요에게 자신의 건강을 회복시켜 달라고 부탁한다. 야스모토를 돌보는 것이 자신의 지속적인 치유의 일부라는 것을 알고 있기 때문이다. 치구사의 여동생 마사에가 야스모토의 상태를 확인하기 위해 병원을 찾아와 어머니가 아프다고 전하고 야스모토를 만나러 와달라고 한다. 야스모토는 어머니를 통해 치구사가 새 연인과의 사이에서 아이를 낳았다는 사실을 알게 된다. 마사에가 오토요를 위해 기모노를 만들어 주고, 야스모토의 어머니는 마사에와 결혼을 제안한다.
야스모토는 주변의 잔혹함과 고통, 그리고 그 고통을 덜어줄 수 있는 자신의 힘을 깨닫기 시작하고, 자신의 허영심과 이기심을 후회하게 된다.
훗날, 동네 소년 초부가 병원에서 음식을 훔치다가 발각되자 오토요는 그에게 연민을 베풀고 친구가 되어 니데와 야스모토에게서 받았던 연민을 전수한다. 사창가의 마담이 오토요를 데려가 사창가로 데려가려고 병원에 찾아오자, 의사들과 병원 직원들은 오토요를 놓아주지 않고 마담을 쫓아낸다. 초부와 그의 가난한 가족이 함께 독약을 먹고 비참함에서 벗어나려 하자, 병원 의사들은 그들을 구하기 위해 노력한다.
야스모토는 그토록 갈망하던 막부의 주치의 자리를 제안받는다. 그는 마사에와 결혼하기로 동의하지만, 결혼식에서 새로운 자리를 수락하지 않고 병원에 남겠다고 선언한다. 그는 사회적으로 편안하고 명예로운 자리를 거부하고 니데와 함께 가난한 사람들을 위해 계속 봉사할 것이다. 그의 결정에 놀란 니데는 그에게 반대의견을 제시했지만 결국 굴복한다.

## 출연진
- 미후네 도시로
- 가야마 유조
- 야마자키 쓰토무
- 류 치슈